# Desideri (cèsar)
Desideri (en llatí Desiderius) va ser cèsar de l'Imperi Romà sota l'emperador Magnenci.
Era germà de Magnenci que el va nomenar cèsar probablement l'any 351 al mateix temps que a Magnenci Decenci, però el seu govern va ser efímer perquè el 353 quan Magnenci es va quedar sense esperances de seguir governant després de la batalla de Mons Seleucus, l'emperador va massacrar a tota la seva família i amics i es va suïcidar. Segons Joan Zonaràs, Desideri no va morir sinó que va quedar greument ferit però es va recuperar i es va rendir a Constanci II.